# Sophisti-pop
Genres associés
Quiet storm, adult contemporary
La sophisti-pop est un sous-genre de la musique pop dérivé de la new wave, ayant émergé vers le milieu des années 1980 au Royaume-Uni. « Produit des années 80 », son nom fait référence aux arrangements musicaux complexes qui lui sont caractéristiques. Elle intègre des éléments de pop, de jazz et de soul. En partie influencée par Bryan Ferry et son groupe Roxy Music, elle est popularisée par des groupes britanniques tels que Sade, Simply Red, Swing Out Sister ou The Style Council du milieu à la fin des années 1980, avant de pratiquement disparaître au début des années 1990. La sophisti-pop connaît néanmoins un renouveau à l'aube des années 2010, influençant le travail de plusieurs artistes contemporains.

## Caractéristiques

### Musicales

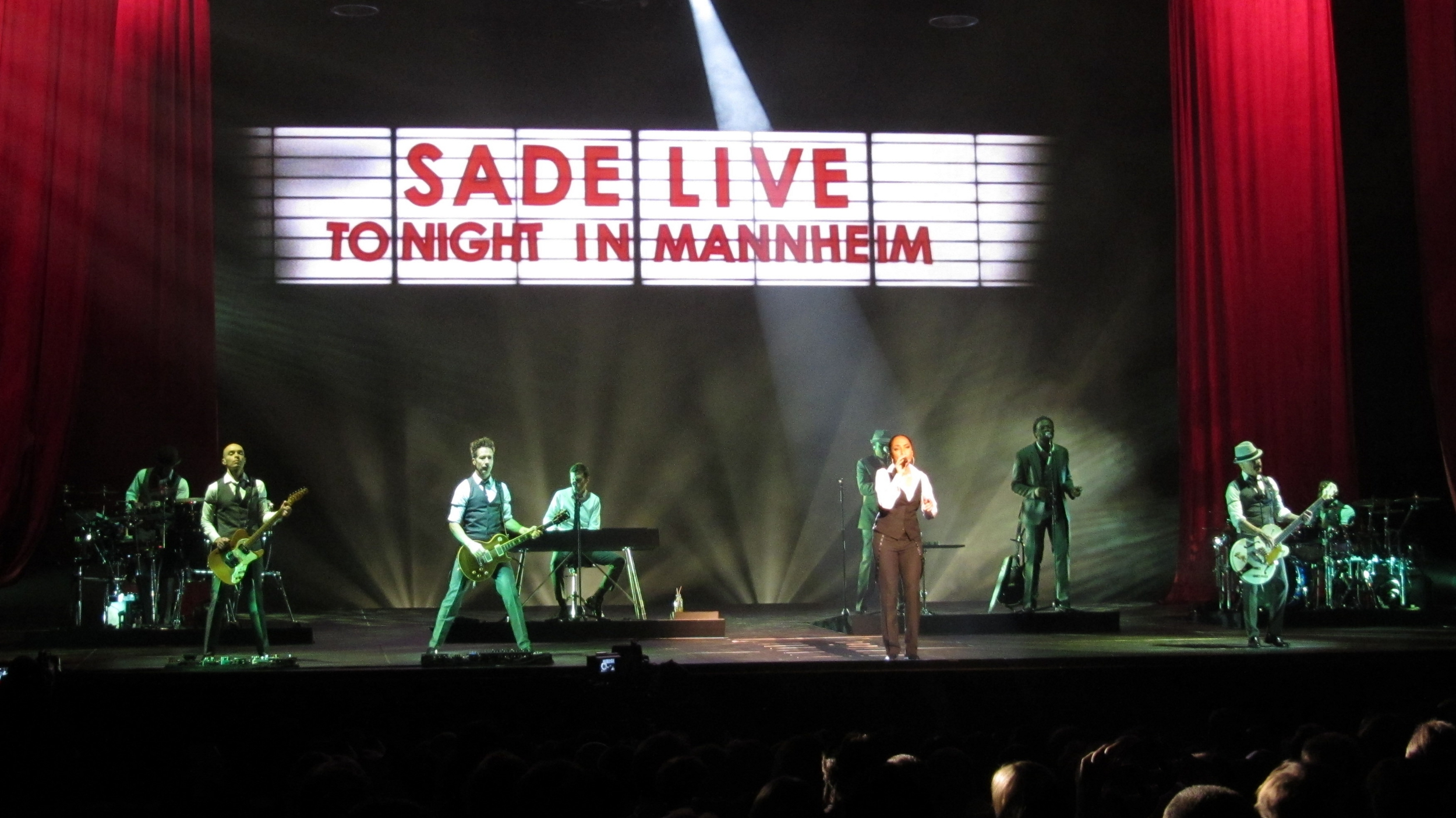
Sade a popularisé la sophisti-pop avec son single Smooth Operator et son album Diamond Life.

La sophisti-pop tire son nom de « sophisticated pop » (« pop sophistiquée ») en raison de ses arrangements complexes, qui reposent avant tout sur l'emploi de synthétiseurs, de claviers électroniques et de cuivres,, (ces derniers sont parfois synthétiques). Elle est ainsi décrite comme un « produit des années 80 ». Chez le groupe Swing Out Sister, elle prend la forme d'un style qui mêle à la fois des rythmes inspirés par la musique latine, de mélodies pop dignes des années 1960 et d'arrangements orchestraux rappelant Burt Bacharach ou John Barry. Les refrains sont le plus souvent mémorables, alors que les paroles qui les accompagnent peuvent être lyriques et profondes, comme c'est le cas chez Johnny Hates Jazz.
La sophisti-pop emprunte des éléments à la musique soul,, au jazz, et à la musique pop. La production soignée et la douce ambiance de la sophisti-pop s'accordait avec deux formats radio, le quiet storm et l'adult contemporary, que Sade et Simply Red placeront respectivement au sommet des hit-parades.

### Vestimentaires
La tenue vestimentaire occupe également une place importante chez les groupes de sophisti-pop. Les membres de ces groupes portent généralement des costumes très ajustés, des coupes de cheveux plutôt chics et parfois des objets de luxe. Ces détails leur ont valu une comparaison avec les Nouveaux Romantiques. Cependant, la musique est considérée « un peu moins plastique et synthétique » chez les groupes de sophisti-pop.

## Histoire

### Origines et influences

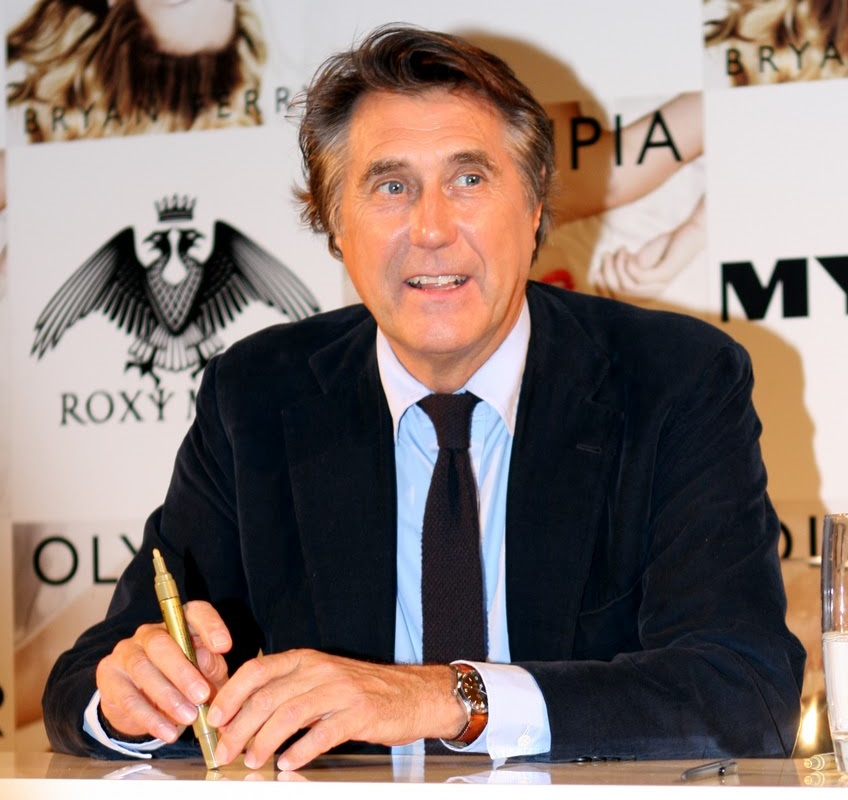
Le chanteur Bryan Ferry a été l'une des principales influences de la sophisti-pop.

Originaire du Royaume-Uni, la sophisti-pop trouve ses origines dans le mouvement new wave du début des années 1980. Par ailleurs, plusieurs artistes contribuent également à la naissance de ce genre musical. Les travaux du chanteur Bryan Ferry, décrit comme « le père de la sophisti-pop », et de son groupe Roxy Music au moment de la publication de l'album Avalon, peuvent ainsi être considérés comme la principale influence de la sophisti-pop, au côté de ceux de Spandau Ballet, avec notamment la chanson True, du groupe de new wave Private Lives et de David Bowie. Le yacht rock des Doobie Brothers et le jazz/pop de Steely Dan sont également cités comme influences de la sophisti-pop.

### Apogée

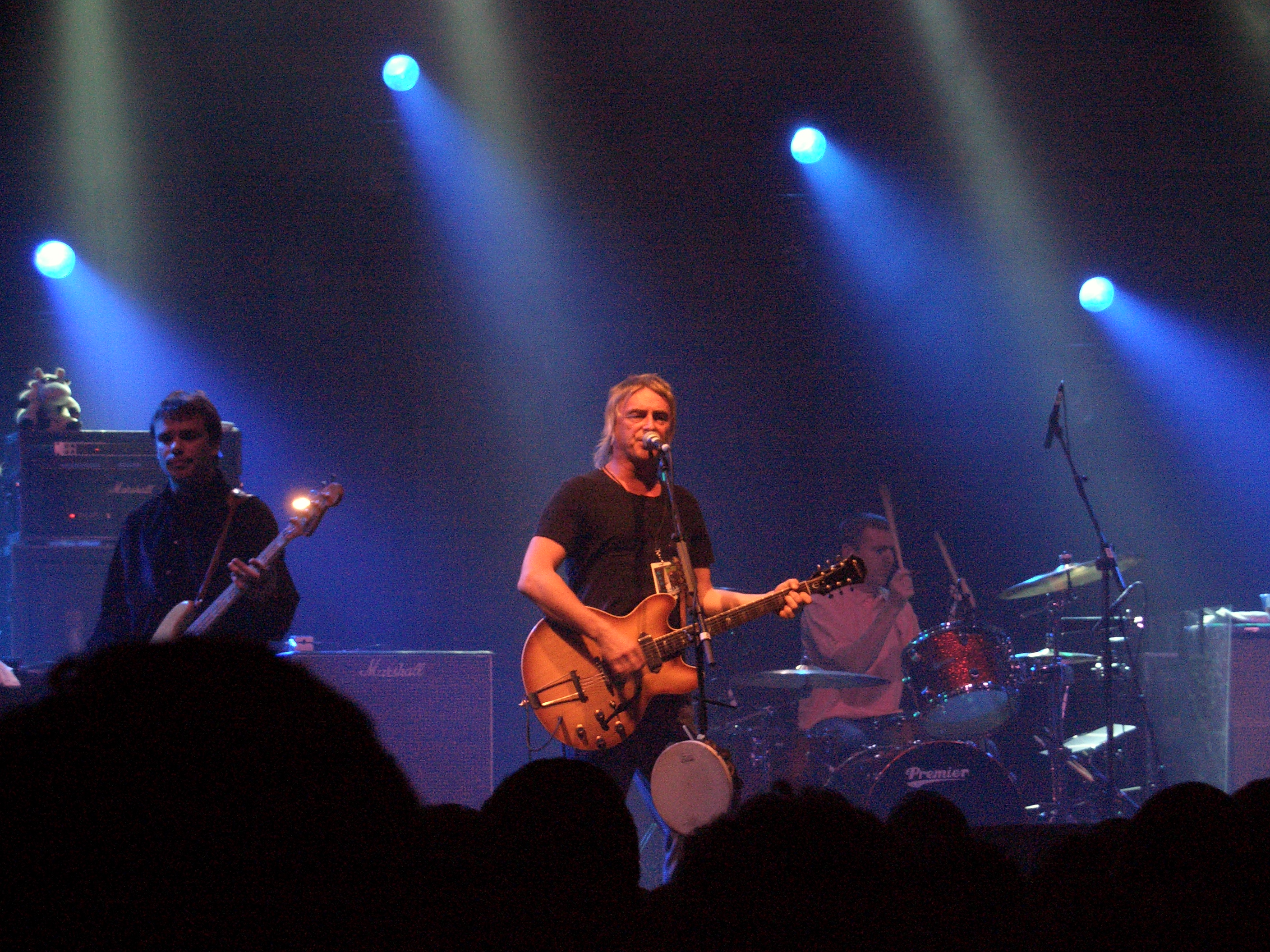
En formant The Style Council fin 1982, Paul Weller continue à avoir du succès au Royaume-Uni et en Europe aux cours des années 1980.

Alors que le succès du groupe The Jam décline, son chanteur Paul Weller développe un intérêt plus marqué pour Motown et la musique soul. Fin 1982, il quitte son groupe d'origine pour former The Style Council avec Mick Talbot, abandonnant alors ses racines punk et mod revival. Malgré le changement de style musical et d'influences, les succès sont toujours au rendez-vous. Le single Long Hot Summer se place à la 3e place des classements britanniques en août 1983, devenant ainsi le plus gros succès du groupe.
À partir de ce moment-là, la sophisti-pop connaît une période faste et devient populaire au Royaume-Uni et en Europe. Plusieurs groupes britanniques, parmi lesquels Sade, Simply Red, Everything but the Girl, Swing Out Sister, Level 42, The Blow Monkeys, Prefab Sprout et Basia, vont devenir les artistes les plus représentatifs de cette nouvelle scène musicale,,.
La sophisti-pop parvient également à se faire connaître aux États-Unis. À la suite du succès de son single Smooth Operator, qui atteint la 5e place du Billboard Hot 100, puis de l'album Diamond Life, qui atteint la même place dans le Billboard 200, Sade parvient à populariser le genre musical dans ce pays,. Le groupe ABC, quant à lui, enchaînera plusieurs succès à la fois dans le Billboard Hot 100, mais également dans les classements dance. De façon plus générale, la majorité des groupes de sophisti-pop vont réussir à placer au moins un tube dans les hit-parades américains.

### Déclin
Malgré un certain succès, la sophisti-pop ne parvient pas à connaître un succès phénoménal. Les groupes qui réussissent à placer un single au sommet des hit-parades américains ne parviennent généralement pas à répéter cet exploit, alors que leurs carrières musicales seront dans la plupart des cas relativement longues, si bien qu'à l'aube des années 1990, la sophisti-pop a pratiquement disparu de la scène musicale internationale.

### Renouveau
Le genre musical connaît un renouveau depuis le début des années 2010. Une production soignée se retrouve chez certains artistes, tels que chez la chanteuse Jessie Ware ou bien chez les groupes Saint Etienne et Phoenix, ce qui a contribué à la résurrection du terme « sophisticated pop »,. Les albums Wolfgang Amadeus Phoenix et Devotion sont d'ailleurs cités comme des « références des toutes dernières années. » D'autres artistes comme Rhye ou Ivy ont été associés à ce renouveau musical,,. Pendant l'année 2013, plusieurs albums et EP influencés par le genre musical ont été acclamés par la presse musicale. On peut par exemple citer Bankrupt! de Phoenix et Woman de Rhye,,, Walk Away de Juliana Hatfield ou encore Seabed de Vondelpark. Cette appellation est cependant critiquée par certains,.

## Groupes et artistes
Les groupes et artistes comprennent notamment : ABC,,, Aztec Camera, Basia, The Blow Monkeys,, The Blue Nile, The Christians, Curiosity Killed the Cat (en),, Danny Wilson, Deacon Blue, Everything but the Girl,, Hue and Cry,, Joe Jackson,, Johnny Hates Jazz,, Level 42,, Living in a Box,, Matt Bianco, Prefab Sprout, Sade,,, Scritti Politti, Simply Red, The Style Council,, Swing Out Sister,,
et Wet Wet Wet.